# Demarchie
Een demarchie is een democratische bestuursvorm waarbij de volksvertegenwoordigers worden aangewezen door loting en niet door middel van verkiezingen, zoals in een democratie gebruikelijk is. Demarchie is voor het eerst door John Burnheim genoemd. Klerostocratie is synoniem voor demarchie.

## Geschiedenis
In Boek 4 van de Politica, schrijft Aristoteles circa 500 v.Chr.:
Ik ben bijvoorbeeld van mening, dat het als democratisch beschouwd wordt wanneer de vertegenwoordigers aangewezen worden door het lot, terwijl verkiezingen als oligarchisch beschouwd worden.
In Oudgrieks:
Legô d'hoion dokei dêmokratikon men einai to klêrôtas einai tas archas, to d'hairetas oligarchikon. (Latijnse transliteratie)
De uitdrukking: to klêrôtas einai tas archas betekent letterlijk: dat de vertegenwoordigers aangewezen worden door het lot. Demarchie moet niet verward worden met lottocratie, dat voorkomt in het boek The World Solution for World Problems van L. León. Brian Martin schrijft in 1992: Burnheim ... insists that the random selection be made only from volunteers.
In het hoofdstuk A Concept for Government schrijft León, de auteur van het boek: ... that first of all, the job must not be liked.
In een lottocratie geldt net zoiets als dienstplicht.
Demarchie wordt ook bediscussieerd in Boek IV van de Politica van Aristoteles van rond de geboorte van Christus.

## Praktijk
Een voorbeeld van een heel beperkte vorm van demarchie is te vinden in de Canadese provincie Brits-Columbia waar bij wijze van experiment gebruik werd gemaakt van demarchie voor de vorming van de zg. Citizens' Assembly on Electoral Reform. Het betrof hier een groep burgers, die toevalsmatig gekozen werden om nieuwe voorstellen te doen voor een nieuwe vorm van verkiezingen. Hieruit bleek onder andere dat, ondanks dat het experiment maar één enkel onderwerp betrof, enorme investeringen in het kennisniveau van de deelnemers nodig waren om ze in staat te stellen een inhoudelijk afgewogen oordeel te vormen en een voorstel te presenteren.
In de Duitstalige Gemeenschap werd vanaf 2019 geëxperimenteerd met een vorm van demarchie.

## Websites
- Brian Martin, "Demarchy: A Democratic Alternative to Electoral Politics", Kick It Over, No. 30, Fall 1992, pp. 11-13.
- Brian Martin, "Democracy Without Elections," Social Anarchism, Number 21, 1995-96, pp. 18-51.
- L. León, "The world-solution for world-problems: the problem, its cause, its solution", 1988 (hard copy uitleenbaar bij de Library of Congress, Washington DC, LC Classification: H61 .L445 1988)